# بينيديكتا بوكولي
بينيديكتا بوكولي (بالإيطالية: Benedicta Boccoli)‏ (وُلدت في 11 نوفمبر 1966 في ميلانو) هي ممثلة إيطالية.